# 가나
가나 공화국(영어: Republic of Ghana 리퍼블릭 오브 가나[*]), 약칭 가나(영어: Ghana)는 서아프리카 기니만과 대서양에 면한 나라다. 총 면적은 238,535 km2 (92,099 sq mi)로 동쪽으로는 토고, 서쪽으로는 코트디부아르, 북쪽으로는 부르키나파소와 맞닿아 있으며, 남쪽으로는 대서양과 기니만을 면하고 있다. 나라 이름은 소닝케어로 '전사 왕'이라는 뜻이다. 수도는 아크라이다.
오늘날 가나 영토에 처음으로 나라가 세워진 때는 11세기로 거슬러 올라간다. 수 세기에 걸쳐서 많은 왕국과 제국들이 등장했으며, 아샨티 왕국이 가장 강력한 통일 국가를 세운 것으로 알려져 있다. 15세기 이후로 유럽 세력들이 서아프리카에서 무역을 장악하고자 다투었으며, 19세기 말에 대영 제국이 최종적으로 가나 지방의 해안을 접수했다. 원주민들의 저항이 있었지만 영국령 골드코스트가 세워지고 1900년대에 오늘날의 가나 영토가 확정됐다. 1957년 3월 6일에 영국으로부터 독립했다.
가나의 인구는 2016년 기준으로 약 3천만 명으로 다양한 인종과 언어 집단, 종교 집단이 공존하고 있다. 2010년 조사에 따르면 인구의 71.2%는 기독교, 17.6%는 이슬람교, 5.2%는 민간 신앙을 믿고 있었다. 가나의 다양한 기후와 생태는 해안가의 사바나에서부터 열대 우림에 이른다.
가나는 단일 자유민주주의 국가로 대통령은 국가원수이자 정부수반이다. 가나는 높은 경제성장과 민주주의 정치 체제로 서아프리카에서 지역 강국으로 발돋움했다. 가나는 비동맹 운동과 아프리카 연합, 서아프리카 경제 공동체, G24, 영국 연방의 회원국이다.

## 어원
가나는 '전사 왕'이라는 뜻이며, 중세에 기니 지역에 있었던 와가두 제국의 우두머리의 칭호로 쓰였다.

## 역사

### 중세 제국
옛부터 많은 민족들이 오늘날의 가나 영토를 거쳐 갔지만 5세기경부터 아칸족이 정착했다. 아칸족들이 세운 나라들은 이미 9세기에 수단 지역에 있는 강력한 왕국 가운데 한 곳으로 알려져 있었다. 11세기 초에 이르러 아칸족들은 무역국가인 보노만을 세웠다. 17세기에 세워진 아샨티 왕국은 금 무역으로 번성했다.
북부 가나 지방에서는 나이지리아 지방의 북쪽에 살던 민족들이 남서쪽으로 이동해 모시족의 기원이 돼 나라들을 세웠다. 이들은 발달된 무기와 지도자였던 나 그베와의 지도 아래에 주변 지역을 정복했다. 나 그베와가 죽자 자식들 사이에서 분란이 일어나 모시족은 다곰바족과 맘프루시족, 나눔바족, 왈라족 등으로 나뉘었다.

### 유럽 세력과의 접촉
15세기에 아칸족은 포르투갈 제국과 무역을 시작했다. 포르투갈 상인들은 이곳에서 금 산출지를 찾았다고 하여 '황금해안(Costa do Ouro)'이라는 이름을 붙였다. 포르투갈 제국은 황금 해안에 포르투갈령 골드코스트를 세웠으며, 아노만사에 무역 거점을 세우고 이름을 상조르즈다미나(São Jorge da Mina)로 바꾸었다. 1481년에 포르투갈 국왕 주앙 2세는 엘미나 성을 지으라고 지시했고, 3년 뒤에 완성됐다. 1598년에 네덜란드 제국이 포르투갈 제국의 금 무역에 참여하면서 네덜란드령 골드코스트를 세우고 코메다 요새를 지었으며, 17세기에 걸쳐 포르투갈 제국의 영토를 공격했다.
17세기 중반에 다양한 유럽 세력들이 금 무역에 진출했고, 스웨덴 제국과 덴마크-노르웨이는 각각 스웨덴령 골드코스트와 덴마크령 골드코스트를 세웠다. 또한 17세기에 들어서 금 무역과 함께 대서양 노예 무역이 이루어졌다.
포르투갈과 스웨덴, 덴마크-노르웨이, 네덜란드, 독일 상인들은 황금 해안에 서른 개가 넘는 요새와 성을 쌓았다. 1874년에 대영 제국은 가나 지방의 일부를 접수하고 영국령 골드코스트로 편입시켰다. 아칸족들은 영국군과 맞서 싸웠는데, 약 100년동안 이어진 영국-아샨티 전쟁에서 아샨티 왕국은 몇 번의 승리를 거두었으나 1900년에 황금 걸상 전쟁에서 지고 대영 제국의 일부가 됐다.

### 독립운동
1947년에 영국령 골드코스트의 신생 정당인 통일 골드코스트 회의는 1946년에 총선거를 치른 뒤 '가능한 빠른 시일 안으로 자치 정부를 수립할 것'을 요구했다. 콰메 은크루마는 가나의 초대 총리이자 대통령으로 회의인민당을 창당했다. 회의인민당은 1951년에 총선거에서 대부분의 의석을 가져갔다. 1957년 3월 6일에 영국령 골드코스트와 독일령 토골란트의 서쪽 지역이 통합해 대영 제국으로부터 독립하고 나라 이름을 가나로 고쳤다. 1960년 7월 1일에 은크루마가 가나의 초대 대통령으로 올랐다. 오늘날 가나에서는 3월 6일을 독립기념일로, 7월 1일을 공화국의 날로 기념한다.
은크루마는 아프리카의 국가원수로서는 처음으로 범아프리카주의를 주창했다. 은크루마는 미국의 링컨 대학교에서 공부하면서 범아프리카주의를 접했고, 1960년대에 마커스 가비와 마틴 루터 킹 주니어, 윌리엄 에드워드 부르크하르트 두 보이스 등의 주장을 국정 운영 방침으로 삼았다. 또한 은크루마는 비동맹 운동의 결성을 이끌었으며, 콰메 은크루마 사상 연구소를 세우고 공산주의와 사회주의 사상을 가르쳤다. 오늘날 가나에서는 은크루마의 생일인 9월 21일을 설립자의 날로 공휴일로 지정하고 은크루마를 기린다.
1966년에 쿠데타가 일어나 은크루마 정부가 전복되고 국가자유위원회(National Liberation Council)가 이끄는 군사 정부가 들어섰다.

### 콜드촙 작전과 그 이후
은크루마가 중국을 방문해 저우언라이와 만나고 있을 때, 가나군은 1966년 2월 24일 이매뉴얼 콰시 코토카 대령을 중심으로 콜드촙 작전(Operation Cold Chop)을 펼쳐 쿠데타를 일으키고 은크루마 정부를 무너뜨렸다. 가나군은 국가자유위원회를 구성했으며 조지프 아서 안크라 중장이 의장을 맡았다.
1972년 1월에 다시 쿠데타가 일어나 최고 군사 위원회의 의장 이그네이셔스 쿠투 아쳄퐁 중령이 정권을 잡았다. 1979년 6월에 다시 쿠데타가 일어나 새로운 최고 군사 위원회가 세워졌고, 민간 통치로 이행하기 위한 조치로서 대통령 선거를 진행하고 9월 24일에 민간 행정부로 정권을 이양했으나 1981년에 공군 대위 제리 롤링스가 쿠데타를 일으키고 임시 국방 평의회 의장으로 정권을 잡았다. 임시 국방 평의회는 헌법을 정지하고 정당 활동을 금지했다. 경제 상황이 나빠지자 롤링스는 경제 개선 정책을 펼쳐 1980년대 중반까지 경제성장을 활성화시켰다. 1992년 대통령 선거를 앞두고 다당제를 다시 도입했으며, 롤링스는 국민민주회의 후보로 나서 대통령으로 뽑혔다. 롤링스는 1996년에 열린 대통령 선거에서도 당선됐다.

### 21세기
2000년에 열린 대통령 선거에서 뽑힌 신애국당의 존 쿠푸오르는 2001년 1월 7일에 가나의 대통령으로 취임했고, 2004년에 다시 당선되며 가나에서 적법하게 당선된 국가원수와 정부수반으로부터 권력을 이양받은 최초의 인물이 됐다.
2009년 1월 7일 국민민주회의의 존 아타 밀스가 대통령으로 올랐고, 2012년 7월 24일에 밀스가 갑작스럽게 병으로 죽자 부통령이었던 존 드라마니 마하마가 대통령이 됐다.
2013년 1월 7일에 존 드라마니 마하마가 대통령으로 올랐고, 2017년 1월 7일에 나나 아쿠포아도가 대통령으로 취임했다.

## 자연 환경

### 지리

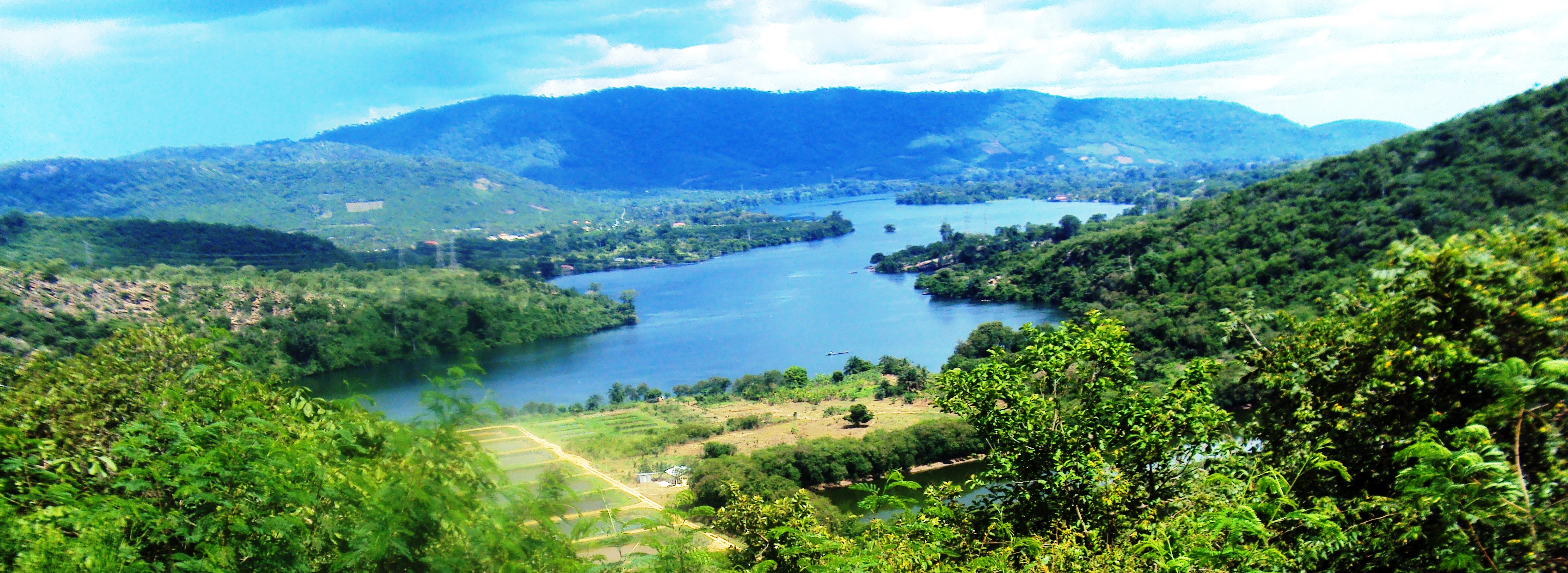
볼타호(2009년)

가나는 기니만 연안에 있는 나라로 적도에서 북쪽으로 단지 몇 도 떨어진 곳에 있다. 가나의 면적은 238,535 km2고 남쪽에는 560km에 이르는 해안선이 대서양과 면하고 있다. 본초 자오선이 항구 도시인 가나를 지난다. 국토는 동쪽과 서쪽에 산지가 있을 뿐 대체로 평탄한 고원으로, 그 중앙부를 볼타강이 남쪽으로 흐르며 남쪽 해안은 관목지 지역으로 이루어져 있다. 세계 최대의 인공 호수인 볼타호가 있다.

### 기후
가나의 기후는 사바나 기후로 우기와 건기가 있다.
| 가나의 기후              | 가나의 기후 | 가나의 기후 | 가나의 기후 | 가나의 기후  | 가나의 기후  | 가나의 기후  | 가나의 기후  | 가나의 기후 | 가나의 기후  | 가나의 기후  | 가나의 기후 | 가나의 기후 | 가나의 기후     |
| 월                       | 1월         | 2월         | 3월         | 4월          | 5월          | 6월          | 7월          | 8월         | 9월          | 10월         | 11월        | 12월        | 연간            |
| ------------------------ | ----------- | ----------- | ----------- | ------------ | ------------ | ------------ | ------------ | ----------- | ------------ | ------------ | ----------- | ----------- | --------------- |
| 일평균 최고 기온 °C (°F) | 30.1 (86.2) | 31.2 (88.2) | 31.6 (88.9) | 31.0 (87.8)  | 30.0 (86.0)  | 28.3 (82.9)  | 27.1 (80.8)  | 26.8 (80.2) | 27.4 (81.3)  | 28.6 (83.5)  | 30.0 (86.0) | 29.5 (85.1) | 29.2 (84.6)     |
| 일평균 최저 기온 °C (°F) | 24.5 (76.1) | 25.8 (78.4) | 26.2 (79.2) | 26.2 (79.2)  | 25.4 (77.7)  | 24.6 (76.3)  | 23.5 (74.3)  | 23.2 (73.8) | 23.6 (74.5)  | 24.2 (75.6)  | 24.3 (75.7) | 24.1 (75.4) | 24.6 (76.3)     |
| 평균 강우량 mm (인치)    | 13.6 (0.54) | 40.3 (1.59) | 88.2 (3.47) | 115.7 (4.56) | 160.7 (6.33) | 210.4 (8.28) | 121.3 (4.78) | 88.9 (3.50) | 133.0 (5.24) | 128.1 (5.04) | 56.5 (2.22) | 24.6 (0.97) | 1,184.1 (46.62) |
| 평균 강우일수            | 2           | 2           | 5           | 7            | 11           | 14           | 7            | 6           | 8            | 9            | 4           | 2           | 77              |
| 평균 상대 습도 (%)       | 79          | 77          | 77          | 80           | 82           | 85           | 85           | 83          | 82           | 83           | 80          | 79          | 85              |
| 평균 월간 일조시간       | 214         | 204         | 223         | 213          | 211          | 144          | 142          | 155         | 171          | 220          | 240         | 235         | 2,372           |
| 출처: weatherbase.com    |             |             |             |              |              |              |              |             |              |              |             |             |                 |

## 정치

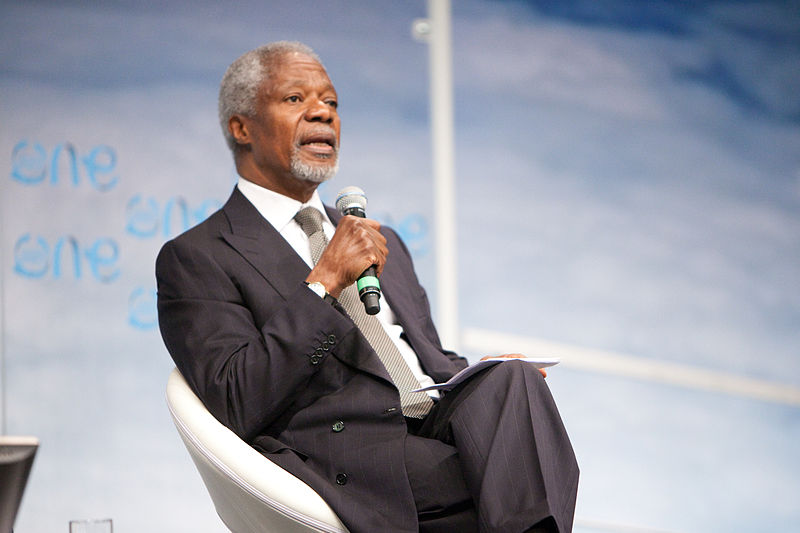
제7대 유엔 사무총장을 지낸 코피 아난

단일 대통령제 자유민주주의 국가로 다당제를 실시하고 있다. 1992년 말에 군부가 민간 정권에 정권을 이양하기 전까지는 군부와 민간 정권이 번갈아가며 집권했다. 1992년에 제정한 헌법은 가나군 총사령관(대통령)과 입법부, 내각, 국무회의, 독립된 사법부 사이의 권력을 분립시킨다. 정부는 매 4년마다 보통선거로 이루어진다.
가나는 2019년 취약국가지수에서 조사 대상 178개 나라 가운데 110위를 기록했는데, 이는 아프리카에서 150위를 기록한 모리셔스, 126위를 기록한 세이셸, 120위를 기록한 보츠와나에 이어 네 번째로 좋은 순위다. 2018년 부패 인식 지수에서는 78위를 기록했다.

### 대외 관계
가나는 독립한 뒤로 비동맹 운동을 견지했다. 가나의 외교관 코피 아난은 유엔 사무총장을 지냈고, 법조인 아쿠아 쿠에니예히아는 국제형사법원 제1차장을 맡았다.
1989년 가나와 코트디부아르 국경 재설정 위원회는 15년 동안 협상을 진행한 끝에 640 km에 이르는 두 나라 사이의 국경선 설정에 합의했다.
가나는 1964년 12월 28일에 조선민주주의인민공화국과 대사급 외교 관계를 맺었고, 대한민국과는 1977년 11월 14일에 수교했다. 가나와 대한민국은 1990년에 경제기술협력협정을 맺었다. 가나는 1988년 하계 올림픽에 참가해 선수단과 임원을 파견하였다. 가나에는 2017년 5월 기준으로 대한민국 교민이 약 900명가량 거주하고 있다. 가나 측의 수출품은 코코아, 고철, 폐축전지 등이 있으며, 대한민국의 수출품은 합성수지, 자동차, 시멘트 등이 있다.

### 행정 구역
가나에는 16개 주가 있다.
- 그레이터아크라주(주도 아크라)
- 동부주(주도 코포리두아)
- 보노이스트주(주도 테치만)
- 볼타주(주도 호)
- 북동주(주도 날레리구)
- 북부주(주도 타말레)
- 브롱아하포주(주도 수니아니)
- 사바나주(주도 다몽고)
- 서부주(주도 세콘디타코라디)
- 서북주(주도 위아우소)
- 아샨티주(주도 쿠마시)
- 아하포주(주도 고아소)
- 상서주(주도 와)
- 상동주(주도 볼가탕가)
- 오티주(주도 담바이)
- 중앙주(주도 케이프코스트)

## 경제

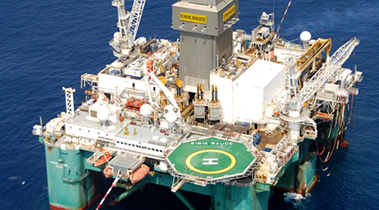
가나의 주빌리 유전(2016년)

가나의 경제는 풍부한 천연 자원을 기반으로 한다. 가나는 남아프리카 공화국에 이어서 아프리카에서 금을 두 번째로 많이 생산하는 나라이며, 다이아몬드와 망가니즈, 철반석, 석유 등도 생산한다. 2013년 기준으로 가나 전체의 노동력 가운데 53.6%가 농업에 종사했으며, 주요 수출 품목인 카카오를 비롯해 알곡 작물로 옥수수와 플랜틴, 벼, 서곡 등을 재배한다. 가나는 2017년 기준으로 코트디부아르에 이어서 세계에서 카카오를 두 번째로 많이 생산하는 나라였다.
2012년과 2013년 사이에 농촌 인구의 37.9%, 도시 인구의 10.6%가 빈곤 상태에 놓여 있었다.
아크라에 있는 코토카 국제공항은 가나의 허브 공항으로 다른 아프리카 나라와 유럽, 미국과의 항공노선을 운항하고 있다.

## 인구통계

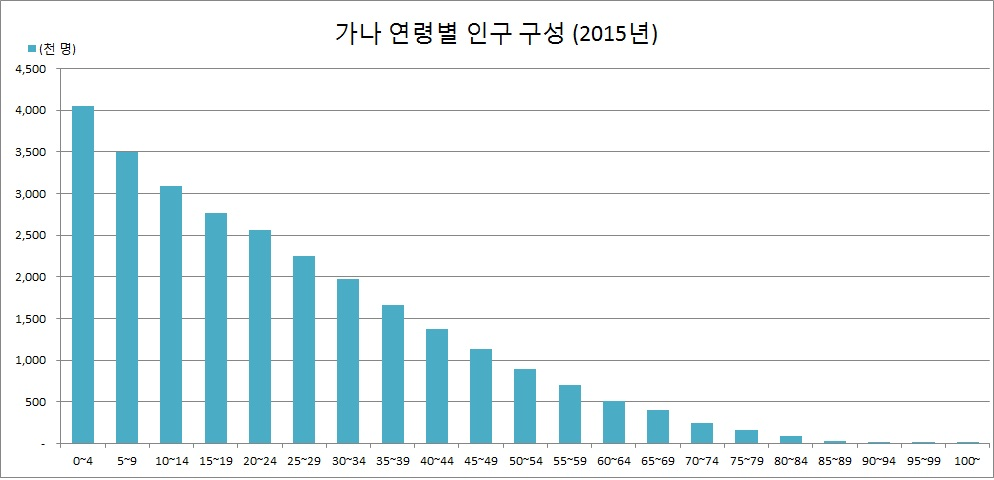
가나 연령별 인구 구조(2015년)

가나는 다민족 국가이며, 최대 민족은 아샨티인이다.
가나의 중위연령은 30살이고 평균 가구원은 3.6명이다. 가나의 공용어는 영어이며 인구의 67%가 영어를 구사한다.

### 인구
2018년 기준으로 가나의 인구는 29,767,200명이다. 인구의 약 37%가 14살 이하이며, 약 59%가 15살 이상 64살 이하이다.

### 언어

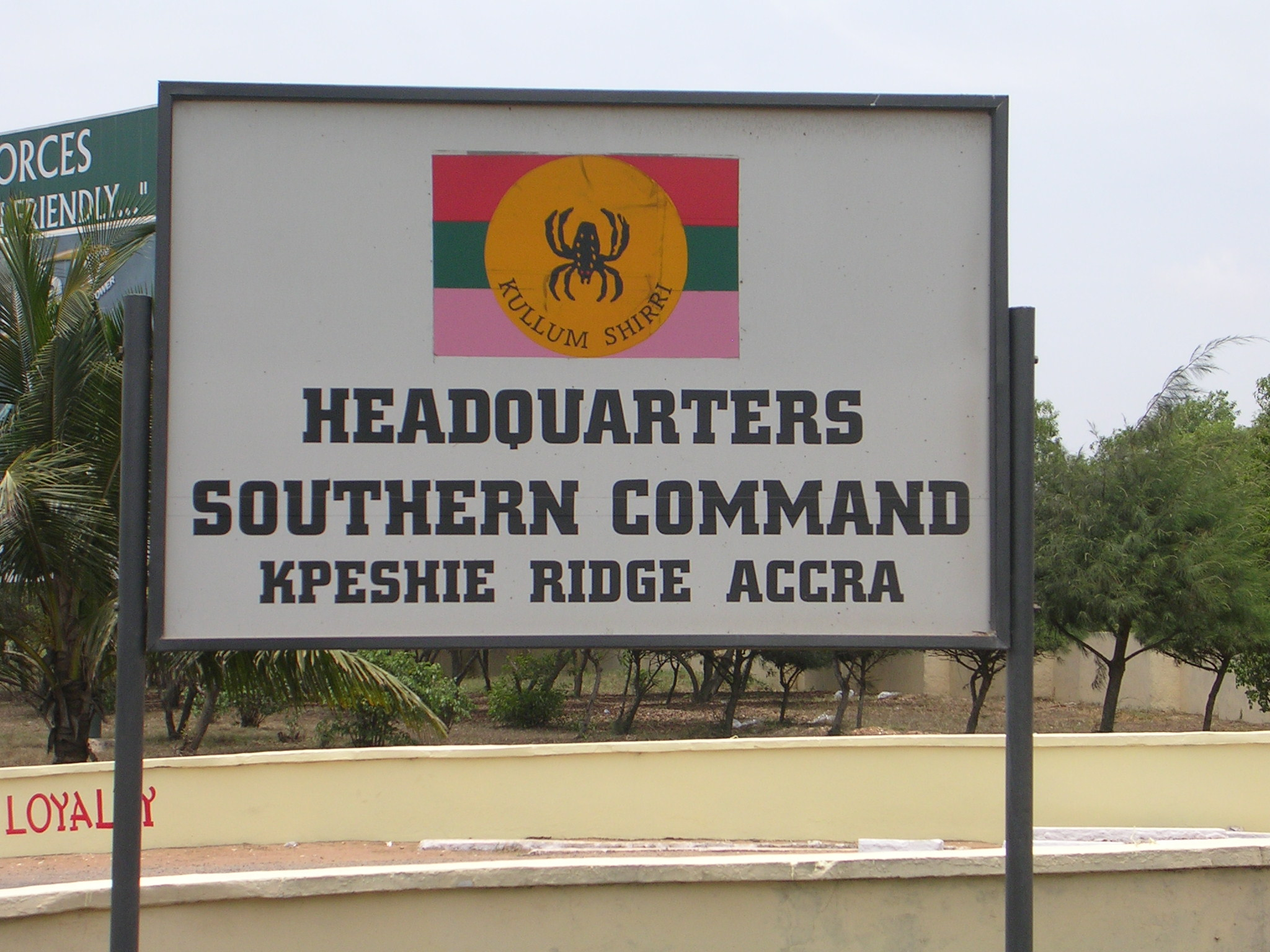
영어로 쓰인 가나군 부대 표지판(2009년)

영어는 가나의 공용어이자 링구아 프랑카다.
공용어 외에 다음 열한 개의 언어가 정부의 지원을 받는 국어로 지정돼 있다. 이 가운데 아칸어가 가장 널리 쓰인다.
- 가어
- 아칸어: 취어, 아산테 취어, 판테어, 은제마어
- 오티볼타어: 다가레어, 다그바니어
- 에웨어
- 당메어
- 구아어
- 카세나어

가나는 프랑스어를 쓰는 나라들로 둘러싸여 있기 때문에 학교와 대학에서 프랑스어를 많이 가르치며 무역을 할 때 많이 쓰인다. 2006년에는 프랑코포니에 준회원국으로 가입했다.

### 종교
| 종교                  | 2000년 인구 조사 | 2010년 인구 조사 | 2014년 DHS 인구 조사 | 2021년 인구 조사 |
| --------------------- | ---------------- | ---------------- | -------------------- | ---------------- |
| 기독교                | 68.8%            | 71.2%            | 76.9%                | 71.3%            |
| 오순절주의/카리스마적 | 24.1%            | 28.3%            | 36.3%                | 31.6%            |
| 개신교                | 18.6%            | 18.4%            | 13.5%                | 17.4%            |
| 로마 가톨릭교회       | 15.1%            | 13.1%            | 10.4%                | 10.0%            |
| 기타 기독교 분파      | 11.0%            | 11.4%            | 16.7%                | 12.3%            |
| 무슬림                | 15.9%            | 17.6%            | 16.4%                | 19.9%            |
| 전통                  | 8.5%             | 5.2%             | 2.6%                 | 3.2%             |
| 힌두교                | 5.1%             | 6.3%             | 4.3%                 |                  |
| 기타                  | 0.7%             | 0.8%             | 0.0%                 |                  |
| 비고 1. 2. 3.         |                  |                  |                      |                  |

## 교육

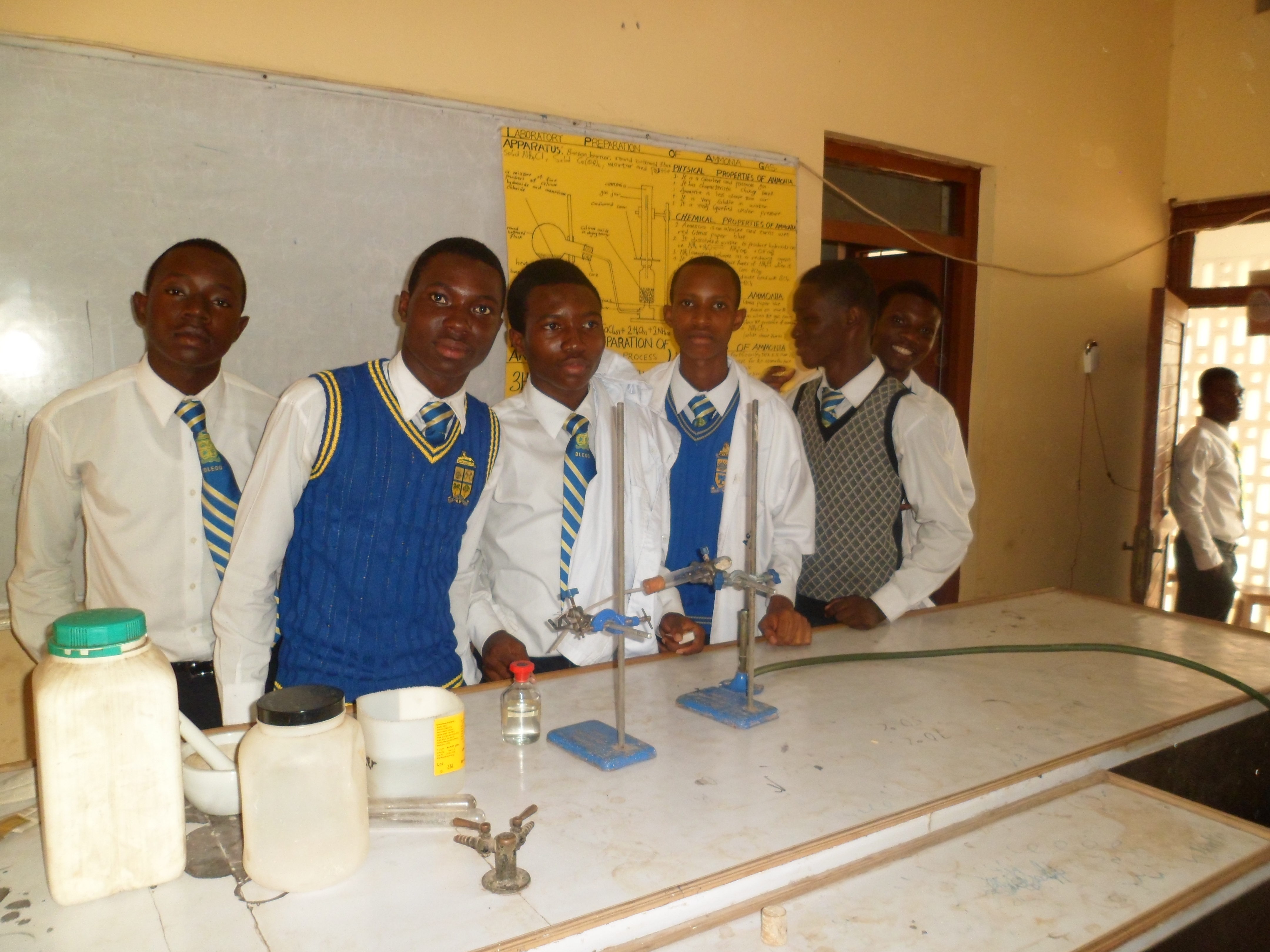
가나의 고등학생들(2012년)

가나의 교육 체계는 초등교육, 중등교육, 제3차 교육 단계로 이루어져 있다. 초등교육은 무상교육이자 의무 교육으로 4살에서 15살까지 이루어지는데 유치원 2년과 초등학교 6년, 중학교 3년으로 구성돼 있고 기초 교육 인증 시험(Basic Education Certificate Examination)을 통과하면 중등학교로 진학할 수 있다. 중학교를 졸업하고 고등학교나 직업학교로 진학할 수 있다. 고등학교는 3년 과정이며 대학에 진학하기 위해서는 서아프리카 고등학교 인증 시험(West African Senior School Certificate Examination)을 보아야 한다. 직업학교 학생들은 공과대학교로 진학할 수 있다.
학사 학위 과정은 4년 과정이며 석사는 1~2년, 박사는 3년 이상이다. 공과대학교는 2년 또는 3년 과정이다.
한 학년은 보통 8월에 시작해 5월에 끝난다. 모든 교육은 영어로 이루어진다.
가나에는 2013년 기준으로 유치원 19,277곳, 초등학교 19,854곳, 중학교 12,436곳, 고등학교 828곳, 직업학교 181곳, 국립 대학 8곳이 있었다. 가나 대학교는 가나에서 가장 오래된 대학으로, 영국령 골드코스트 시절에는 골드코스트 대학교였으며 런던 대학교와 긴밀히 연계돼 학사 일정과 학위 수여 등을 감독받았다. 미국의 뉴욕 대학교는 아크라에 학술관을 두고 있다.

## 문화

### 음식

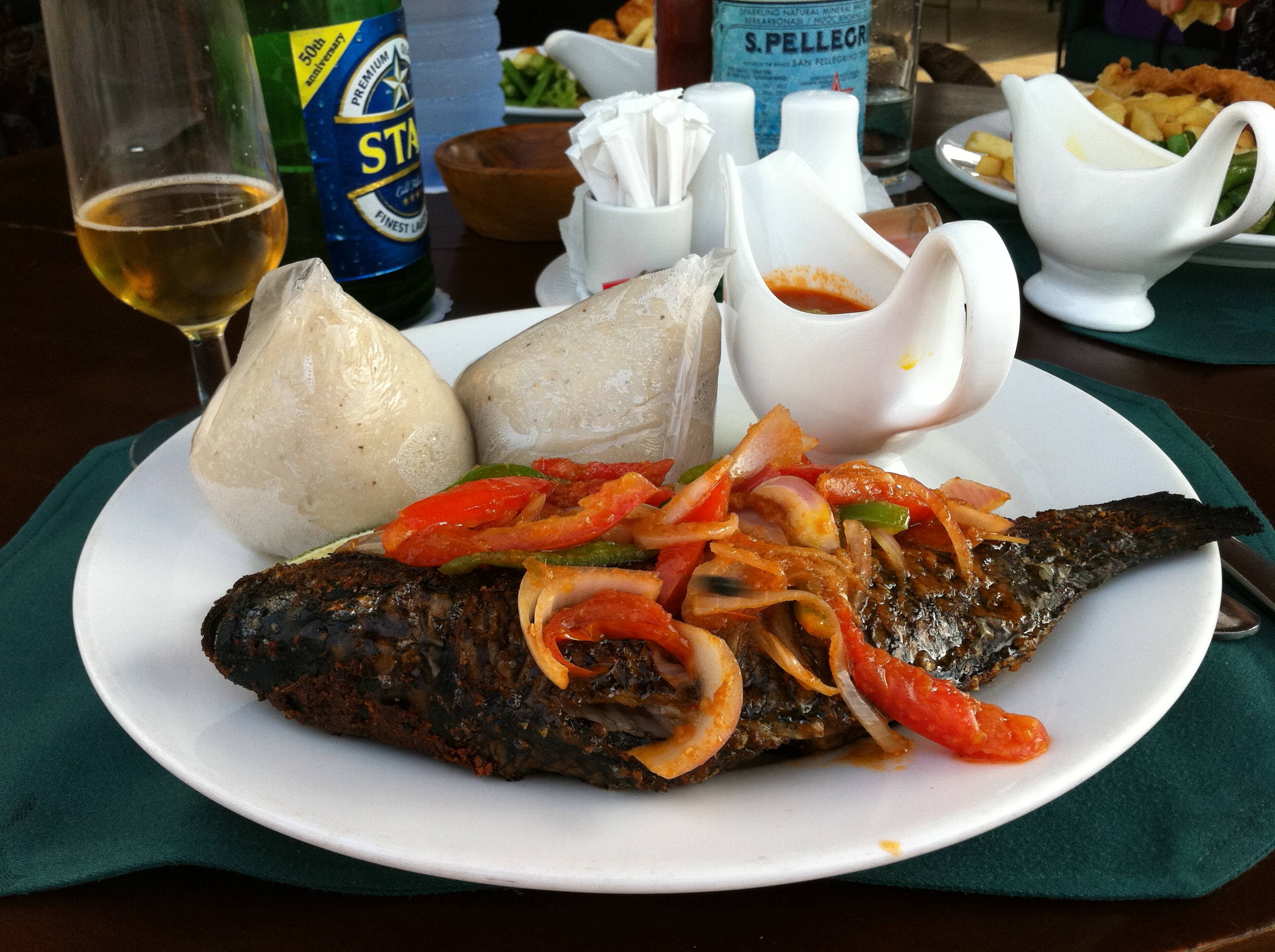
구운 틸라피아를 곁들인 반쿠

가나 요리에는 다양한 음식들이 있다. 가나에서는 생선 요리를 가장 많이 먹으며 틸라피아, 가재, 훈제 생선 요리, 스튜 등을 주로 먹는다. 발효한 옥수수로 만든 반쿠는 대개 생선튀김이나 구운 틸라피아를 곁들여서 먹는다. 푸푸는 흑인들의 이주와 함께 전 세계로 퍼져나갔다.

### 스포츠
축구는 가장 인기가 많은 스포츠이며 가나 축구 국가대표팀의 별명은 '검은 별(Black Stars)'이고, 가나 U-20 축구 국가대표팀은 '검은 위성(Black Satellites)'이라고 부른다. 가나 축구 국가대표팀은 2010년 FIFA 월드컵에서 아프리카 팀으로는 역대 세 번째로 8강까지 진출했다. 1992년 하계 올림픽 축구에 출전한 가나 U-23 축구 국가대표팀은 동메달을 땄는데, 이는 아프리카 팀으로는 처음으로 메달을 딴 것이었다. 가나 U-20 축구 국가대표팀은 2009년 FIFA U-20 월드컵에 출전해 아프리카 팀으로는 처음으로 FIFA U-20 월드컵에서 우승을 차지했다.
가나는 2010년에 처음으로 동계 올림픽에 참가했다. '눈표범(The Snow Leopard)'이라는 별명의 스키 선수 콰메 은크루마아쳄퐁은 가나 선수로서는 최초로 동계 올림픽에 참가했다. 가나는 2014년 동계 올림픽에는 참가하지 않았지만 2018년 동계 올림픽에는 선수단을 파견해 스켈레톤 선수 아콰시 프림퐁 1명이 참가했다.
권투의 인기도 많아서 아프리카 최고의 권투 선수로 손꼽히는 아주마 넬슨을 비롯해 세 차례 세계 챔피언을 지낸 나나 코나두, WBC 웰터급 챔피언 및 IBF 주니어 미들급 챔피언 아이크 쿼티, IBF 웰터급 챔피언 조슈아 클로티 등을 배출했다.